# Parachordodes propareolatus
Parachordodes propareolatus är en tagelmaskart som beskrevs av Heinze 1935. Parachordodes propareolatus ingår i släktet Parachordodes och familjen Chordodidae. Inga underarter finns listade i Catalogue of Life.